# 北海道道235号上幌内早来停車場線
北海道道235号上幌内早来停車場線（ほっかいどうどう235ごう かみほろないはやきたていしゃじょうせん）は、北海道勇払郡厚真町と同郡安平町を結ぶ一般道道（北海道道）である。

## 概要
起点から、厚真川沿いに厚真町中心部へと進む。

### 路線データ
- 起点：北海道勇払郡厚真町字幌内（厚真ダム）
- 終点：北海道勇払郡安平町早来栄町（JR北海道 室蘭本線 早来駅）
- 総延長：27.504 km
- 実延長：17.603 km
- 重用延長：9.901 km

### 道路管理者
- 胆振総合振興局 室蘭建設管理部 苫小牧出張所

## 歴史
- 1957年（昭和32年）3月30日 - 134号として路線認定[1]。
- 1994年（平成6年）10月1日 - 路線番号を235号に変更[2]。
- 2018年（平成30年）9月6日 - 北海道胆振東部地震により大規模な土砂崩れが発生し被害を受ける[3]。

## 路線状況

### 重複区間
- 北海道道933号北進平取線（厚真町字幌内 - 厚真町字富里） 前後は未開通
- 北海道道10号千歳鵡川線（厚真町表町 - 安平町早来栄町）
- 国道234号（安平町早来北進 - 安平町早来大町）

### 道路施設

#### 主なトンネル
- 龍神の森トンネル（333 m、厚真町字幌内） 2006年7月完成。
- 厚幌トンネル（134 m、厚真町字幌内） 2013年7月完成。

#### 主な橋梁
- 祭橋（67 m、厚真川、厚真町字幌内）
- 幌内神楽大橋（367 m、厚真川、厚真町字幌内）
- 田舎橋（47 m、厚真川、厚真町字幌内）
- 厚幌橋（46 m、厚真川、厚真町字幌内）
- 上幌内橋（74 m、厚真川、厚真町字幌内）
- 一里沢橋（193 m、一里沢川、厚真町字幌内）
- オニキシベ橋（319 m、オニキシベ川、厚真町字幌内）
- 幌内橋（45 m、厚真川、厚真町字幌内）

## 地理

### 通過する自治体
- 胆振総合振興局
  - 勇払郡
    - 厚真町
    - 安平町

### 交差する道路
厚真町
- 北海道道1065号夕張厚真線 - 富里
- 北海道道10号千歳鵡川線 - 表町（重複）
- 北海道道59号平取厚真線 - 表町

安平町
- 国道234号 - 早来北進、早来栄町（重複）

### 沿線にある施設など
厚真町
- 厚真ダム
- 厚真ダムキャンプ場
- 厚幌ダム
- とまこまい広域農業協同組合（JAとまこまい広域）本所・厚真支所